# Cao Bằng (thị xã)
Cao Bang is een thị xã in Vietnam en is de hoofdplaats van de provincie Cao Bang.
Cao Bang telt naar schatting 45.000 inwoners.

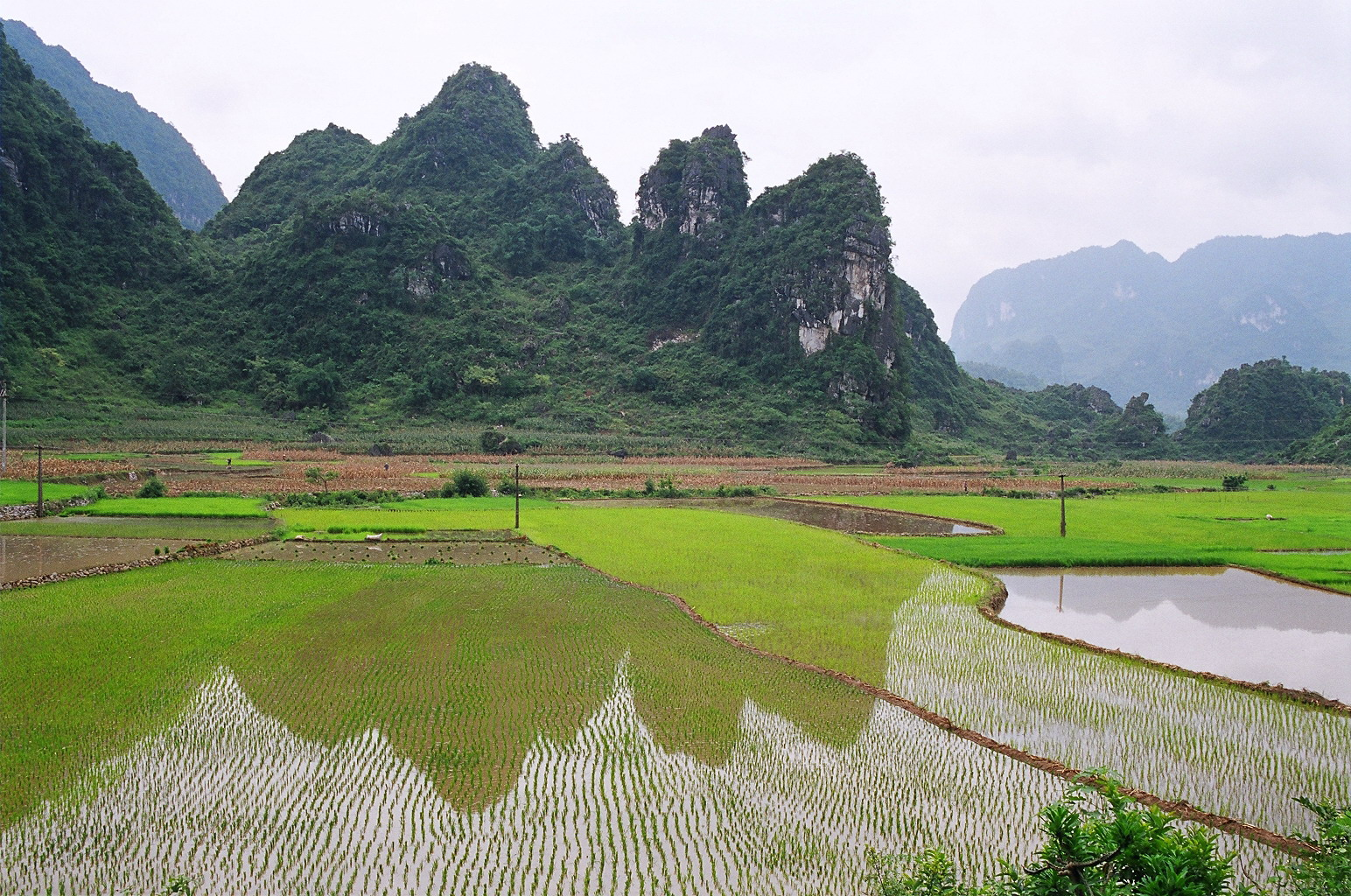